# Међународни енглески језик
Међународни енглески је концепт eнглеског језика као глобалног средства комуникације на бројним дијалектима, и кретање ка међународном стандарду за тај језик. Такође се назива: глобални енглески, светски енглески, заједнички енглески, континентални енглески, енгас (енглески као придружени језик) или глобиш. Понекад се ови појмови једноставно односе на низ врста енглеског који се говоре широм света.
Понекад се „међународни енглески“ и сродни изрази односе на жељену стандардизацију тј.стандардни енглески; међутим не постоји консензус на путу до овог циља. Било је много предлога да се међународни енглески језик учини приступачнијим људима различитих националности. Основни енглески је пример, али није успео да напредује. У новије време, било је предлога за Енглески језик као лингва франка у којем страни говорници преузимају изузетно активну улогу у развоју језика. Такође се тврди да међународни енглески језик спутава својим традиционалним правописом. Полако се напредује усвајању алтернативних правописа.

## Историјски контекст
Савремени концепт интернационалног енглеског језика не постоји изоловано, већ је производ вековног развоја енглеског језика.
Енглески језик се развио у Енглеској, из низа западно германских дијалеката којима су говорили Англи и Саксонци, који су стигли из континенталне Европе у 5. веку. Ти дијалекти су постали познати као Енглис, језик који се данас назива англосаксонски или староенглески (језик песме Беовулф). Међутим, мање од четвртине речника Модерног Енглеског језика потиче од заједничког порекла са другим западно германским језицима због обимних позајмица из норвешког, норманског, латинског и других језика.
Током инвазија Викинга у англо- саксонском периоду на стари енглески језик утицао је контакт са нордијским, групом северно германских дијалеката којима су говорили Викинзи, који су добили контролу над великим регионом на северу Енглеске познатим као Данелаг. Јединице речника које улазе у енглески језик са нордијског (укључујући заменице они ) стога се могу приписати непрестаној викиншкој окупацији Северне Енглеске  током векова пре освајања Нормана. Убрзо након Норманског освајања 1066. Године, престао је бити књижевни и заменио га је англо – нормански као писани језик Енглеске. Током Норманског периода, енглески језик упио је значајну компоненту Француског речника (приближно јена трећина речника модерног савременог енглеског језика). Уз овај нови речник, додатни речник позајмљен из латинског језика (са грчким, још приближно једна трећина модерног енглеског језика, мада неке позајмљенице из латинског и грчког потичу из каснијих периода), поједностављена граматика и употреба правописних конвенција француског језика староенглеске ортографије језик је постао средњоенглески.
„Тешкоћа“ енглеског као писменог језика започела је у високом средњем веку, када су се на француским правописним конвенцијама писали језици чији је оригинални правопис био заборављен након векова некоришћења. Током касног средњовековног периода, Краљ Хенри V (живео 1387 – 1422.) наредио је употребу енглеског језика свог времена у поступцима пре њега и после њега и пре владиних бирократија. То је довело до развоја канцеларског енглеског, стандардизованог облика који се користи у владиној бирократији. (Међутим, употреба такозваног француског закона на енглеским судовима наставила се и током ренесансе).
Појава енглеског као језика Велса резултат је инкорпорације Велса у Енглеску и такође потиче приближно из овог временског периода. Убрзо након тога, развој штампе од стране Цакстона и других убрзао је развој стандардизованог облика енглеског језика. Након промене у изговору самогласника која означава прелазак енглеског из средњовековног у ренесансни период, језик Чанцери и Цакстон постао је рано-нововековни енглески (језик Шекспирових дана) и са релативно умереним променама на крају се развио у енглески језик данас. Шкотски, како се говори у низинама и дуж источне обале Шкотске, развио се углавном независно од модерног енглеског језика, а заснива се на северним дијалектима англосаксонских, посебно нортамбријских, који такође служе као основа дијалеката северног енглеског као што су они Јоркшира и Њукасла на Тајну. Нортамбрија се налазила у Данелаву и стога је имала већи утицај са Нордијских земаља него што су то имали јужни дијалекти. Како је политички утицај Лондона растао, верзија језика Чанцери развила се у писани стандард широм Велике Британије, напредујући у модерном периоду када се Шкотска ујединила са Енглеском као резултат Аката Уније из 1707. године.
Енглески је два пута уведен у Ирску - средњовековни увод који је довео до развоја сада изумрлог дијалекта Јола, и модеран увод у којем је хиберно-енглески углавном заменио ирски језик као најраширенији језик током 19. века, после чина Унија из 1800. Примљени изговор се генерално посматра као развој из 19. века и не одражава се у северноамеричким дијалектима енглеског (осим погођеног трансатлантског акцента), који се заснивају на енглеском језику из 18. века.
Оснивање прве сталне колоније енглеског говорног подручја у Северној Америци 1607. године био је главни корак ка глобализацији језика. Британски енглески језик био је само делимично стандардизован када су основане америчке колоније. Изоловани Атлантским океаном, дијалекти у Енглеској и колонијама почели су да се развијају независно.
Британска колонизација Аустралије почев од 1788. године донела је енглески језик у Океанију. До 19. века стандардизација британског енглеског језика била је устаљенија него што је била у претходном веку, а овај релативно добро успостављени енглески језик донет је у Африку, Азију и Нови Зеланд. Развио се и као језик досељеника који говоре енглески језик из Британије и Ирске, и као административни језик наметнут говорницима других језика у разним деловима Британског царства. Први облик се може видети на новозеландском, а други на индијском енглеском језику. У Европи је енглески добио централнију улогу нарочито од 1919. године, када је Версајски уговор састављен не само на француском, уобичајеном језику дипломатије у то време, већ је, на посебан захтев америчког председника Вудро Вилсона, и на енглеском - што је главна прекретница у глобализацији енглеског језика.
Регије Канаде и Кариба на енглеском језику ухваћене су између историјских веза са Великом Британијом и Комонвелтом и географских и економских веза са САД-ом. У неким стварима имају тенденцију да следе британске стандарде, док у другим, посебно комерцијалним, прате САД. стандард.

## Енглески као глобални језик
Брај Качру употребу енглеског језика дели у три концентрична круга.
Ужи круг је традиционална основа енглеског језика и укључује земље попут Уједињеног Краљевства и Ирске и англофонске популације бивших британских колонија Сједињених Држава, Аустралије, Новог Зеланда, Јужне Африке, Канаде и разних острва Кариба, Индијски и Тихи океан.
У спољном кругу су оне земље у којима енглески језик има званични или историјски значај („посебан значај“). То укључује већину земаља Комонвелта нација (бивше Британско царство), укључујући многољудне земље као што су Индија, Пакистан и Нигерија; и други, попут Филипина, под сфером утицаја земаља које говоре енглески језик. Овде енглески може послужити као корисна лингва франка између етничких и језичких група. Високо образовање, законодавна и судска власт, национална трговина и тако даље, сви се могу изводити претежно на енглеском језику.
Круг који се шири односи се на оне земље у којима енглески нема званичну улогу, али је без обзира на то важан за одређене функције, нпр. међународно пословање и туризам. До двадесет и првог века, страних говорника енглеског језика било је више од три пута више, према Британском савету. Даријус Дегер, професор на универзитету Малмо у Шведској, користи израз децентрирани енглески језик да би описао ову промену, заједно са пратећим променама у ономе што се сматра важним за кориснике и ученике енглеског језика. Подручје скандинавског језика, као и Холандија, имају готово потпуну двојезичност између својих матерњих језика и енглеског као страног другог језика. На другим местима у Европи, иако не универзално, знање енглеског језика још увек је прилично често међу не-изворним говорницима. У многим случајевима то доводи до акцената изведених из матерњег језика који мењају изговор говорног енглеског у тим земљама.
Истраживање енглеског језика као лингва франка у смислу „енглеског језика у ширем кругу“ релативно је ново. Лингвисти који су били активни на овом пољу су Јенифер Џенкинс, Барбара Седлхофер, Кристин Меркорд и Јоаким Грзега.

## Енглески језик као лингва франка у настави страних језика
Енглески језик као додатни језик обично се заснива на стандардима америчког или британског енглеског језика, као и на страним терминима. Енглески као међународни језик је енглески као додатни језик са нагласком на учењу различитих главних дијалекатских облика; посебно има за циљ да студенте опреми лингвистичким алатима за међународну комуникацију.Роџер Нун разматра различите врсте компетенција у односу на наставу енглеског језика као међународног језика, тврдећи да лингвистичка компетенција тек треба да буде адекватно обрађена у недавним разматрањима енглеског као међународног језика.
Предложено је неколико модела „поједностављеног енглеског“ за подучавање енглеског као страног језика:
- Основни енглески, који је развио Чарлс Кај Огрен (а касније и И. А. Ричардс) 1930-их; недавно оживљавање покренуо је Бил Темплер
- Енглески ниво прага, развили ван Ек и Александар
- Глобиш, развио Жан-Паул Нериер

- Основни глобални енглески, развио Јоаким Грзега

Даље, Рендолф Кирк и Габријел Стеин размишљали су о нуклеарном енглеском језику, који, међутим, никада није у потпуности развијен.
Позивајући се на израз „глобиш“, Роберт Мекрум је ово употребио у значењу „енглески као глобални језик“. Жан -Паул Нериер га користи за конструисани језик.

### Основни глобални енглески
Основни глобални енглески, или ОГЕ, концепт је глобалног енглеског језика који је покренуо немачки лингвиста Јоаким Грзега. Развио се из идеје стварања врсте енглеског језика која се може научити лакше од редовног британског или америчког енглеског језика и која служи као средство за успешну глобалну комуникацију. ОГЕ се води стварањем „емпатије и толеранције“ између говорника у глобалном контексту. Ово се односи на контекст глобалне комуникације, где се окупљају различити говорници са различитим матерњим језицима. БГЕ тежи развоју ове компетенције што је брже могуће. Настава енглеског језика је готово увек повезана са одговарајућом културом, нпр. ученици се баве или америчким енглеским, а самим тим и америчком културом, или британским енглеским, а тиме и британском културом. Основни енглески језик покушава да реши овај проблем стварањем једне колективне верзије енглеског језика. Поред тога, његови заговорници га промовишу као систем погодан за самоуку и наставну наставу.
ОГЕ се заснива на 20 основних граматичких правила која пружају одређени степен варијација. На пример, прихваћени су правилни и неправилни глаголи. Правила изговора нису тако строга као у британском или америчком енглеском, тако да постоји одређени степен варијација код ученика. Изузеци који се не могу користити су изговори који би били штетни за међусобно разумевање и стога минимализују успех комуникације.
Основни енглески језик заснован је на речнику од 750 речи. Поред тога, сваки ученик мора да стекне знање од 250 додатних речи. Ове речи се могу бирати слободно, у складу са специфичним потребама и интересима ученика.
ОГЕ пружа не само основне језичке вештине, већ и такозване „Основне стратегије учтивости“. То укључује стварање позитивне атмосфере, прихватање понуде са „Да, молим вас“ или одбијање са „Не, хвала“ и теме за мали разговор које треба изабрати и избећи.
Основни глобални енглески језик тестиран је у две основне школе у Немачкој. За практични тест БГЕ, 12 часова је покривало пола школске године. Након БГЕ наставе, студенти су могли да одговоре на питања о себи, својој породици, својим хобијима итд. Поред тога, могли су сами да формирају питања о истим темама. Поред тога, научили су и бројеве од 1 до 31 и лексику укључујући ствари у школској торби и у учионици. Ученици као и родитељи имали су позитиван утисак о пројекту.

## Различити концепти

### Универзалност и флексибилност
Међународни енглески се понекад односи на енглески, јер се он заправо користи и развија у свету; као језик који поседују не само изворни говорници, већ и сви они који га користе.
У основи, покрива енглески језик у целини, често (али не увек или нужно) имплицитно виђен као стандард. Свакако се такође често користи у вези са стицањем, употребом и проучавањем енглеског као светске лингва франка, а посебно када се тај језик сматра целином за разлику од британског енглеског, америчког енглеског, јужноафричког енглеског и слично. - Макартур (2002, стр. 444–445)
То посебно значи енглеске речи и фразе које се генерално разумеју широм енглеског говорног подручја, за разлику од локализама. Значај страних вештина енглеског језика може се препознати иза дугогодишње шале да је међународни научни и технолошки језик сломљени енглески.

### Неутралност
Међународни енглески посеже за културном неутралношћу. Ово има практичну употребу:
Шта може бити боље од врсте енглеског језика која вас штеди од потребе за поновним уређивањем публикација за појединачна регионална тржишта! Наставницима и ученицима енглеског као другог језика такође је привлачна идеја - обојица се често брину да њихов енглески језик буде неутралан, без америчких, британских, канадских или аустралијских боја. Било која регионална разноликост енглеског језика има низ политичких, социјалних и културних конотација, чак и такозване „стандардне“ форме.
Према овом становишту, међународни енглески је концепт енглеског језика који минимизира аспекте дефинисане било колонијалним империјализмом викторијанске Британије или културним империјализмом Сједињених Држава 20. века. Иако је британски колонијализам поставио темеље енглеског језика у већем делу света, међународни енглески је производ нове светске културе, у многоме приписив утицају Сједињених Држава, али концептуално заснован на далеко већем степену унакрсних разговора и језичка транскултурација, која тежи да ублажи и утицај САД и британски колонијални утицај.
Развој међународног енглеског језика често се фокусира на академске и научне заједнице, где превладава формална употреба енглеског језика, а креативна употреба језика је минимална. Овај формални међународни енглески језик омогућава улазак у западну културу у целини и западне културне вредности уопште.

### Опозиција
Стални раст самог енглеског језика аутори попут Алистера Пеникука виде као неку врсту културног империјализма, било да је реч о енглеском у једном облику или енглеском у два мало другачија облика.
Роберт Филипсон се залаже против могућности такве неутралности у свом „ Лингвистичком империјализму” (1992.). Ученици који желе да користе наводно тачан енглески језик у ствари се суочавају са двоструким стандардима америчког енглеског и британског енглеског језика, и других мање познатих стандардних енглеских језика (укључујући аустралијску, шкотску и канадску).
Едвард Тримнел, аутор књиге Зашто вам треба страни језик и како га научити (2005) тврди да је међународна верзија енглеског језика довољна само за преношење основних идеја. За сложене дискусије и пословне / техничке ситуације, енглески језик није адекватно средство комуникације за стране људе који не говоре матерњи језик. Тримнел такође тврди да су изворни говорници енглеског постали „зависни од језичких вештина других“ полажући веру у међународни енглески језик.

### Теорија присвајања
Неки одбацују и оно што називају „језичким империјализмом“ и теорију о неутралности енглеског језика Дејвида Кристала. Они тврде да се феномен глобалног ширења енглеског језика боље разуме у оквиру присвајања, односно енглеског језика који се користи у локалне сврхе широм света. Демонстранти у земљама које не говоре енглески језик, на пример, користе знакове на енглеском како би пренели своје захтеве ТВ публици широм света, на пример. У настави енглеског језика, Бобда показује како се Камерун одмакао од монокултурног, англоцентричног начина подучавања енглеског и постепено је прилагођавао наставни материјал камерунском контексту. То укључује незападњачке теме, попут владавине Емира, традиционалне медицине и полигамије (1997: 225). Крамш и Суливан (1996) описују како су западњачка методологија и уџбеници прилагођени локалној вијетнамској култури. Пакистански уџбеник „примарни степен енглеског“ укључује лекције као што су Пакистан Моја земља, Наша застава и Наш велики вођа које западњачким ушима могу звучати јингоистички.
Међутим, у оквиру завичајне културе успостављање везе између наставе енглеског језика, патриотизма и муслиманске вере сматра се једним од циљева ЕЛТ-а. Одбор за уџбенике Панџаба отворено каже: „Одбор ... се брине да кроз ове књиге уцени ученицима љубав према исламским вредностима и свест да чувају идеолошке границе ваших [ученика] матичних земаља“.

### Многи енглески језици
Много тешких избора мора се донети ако се тежи даљој стандардизацији енглеског језика. Они укључују да ли треба усвојити тренутни стандард или кренути ка неутралнијем, али вештачком. Истински интернационални енглески могао би заменити и садашњи амерички и британски енглески као разноликост енглеског језика за међународну комуникацију, остављајући их локалним дијалектима, или би настао спајањем опште америчког и стандардног британског енглеског са примесама других врста енглеског језика и генерално би заменити све ове сорте енглеског.
Можда ћемо, с временом, сви морати да имамо контролу над два стандардна енглеска језика - једним који нам даје наш национални и локални идентитет и другим који нас доводи у контакт са остатком људске расе. У ствари, сви ћемо можда морати да постанемо двојезични на свом језику. - Давид Кристал (1988: стр. 265).
То је ситуација с којом су се дуго суочавали многи корисници енглеског језика који као матерњи језик имају „нестандардни“ дијалект енглеског језика, али су такође научили да пишу (а можда и говоре) стандарднији дијалект. (Овај феномен је у лингвистици познат као диглосија.) Многи академици често објављују материјале у часописима који захтевају различите врсте енглеског језика и мењају стил и правопис по потреби без великих потешкоћа.
Што се правописа тиче, разлике између америчке и британске употребе постале су приметне захваљујући првим утицајним лексикографима (писцима речника) са сваке стране Атлантика. Речник Самуела Џонсона из 1755. године веома је фаворизовао правописе под утицајем Нормана као што су центар и боја; с друге стране, први водич за амерички правопис Ноа Вебстера, објављен 1783. године, преферирао је правописе попут центра и латинске боје. Разлика у стратегији и филозофији Џонсона и Вебстера у великој мери су одговорни за главну поделу у енглеском правопису која постоји данас. Међутим, ове разлике су изузетно мале. Правопис је само мали део разлика између дијалеката енглеског језика и можда уопште не одражава дијалекатске разлике (осим у дијалогу с фонетским словима). Међународни енглески језик односи се на много више од договореног правописног обрасца.

### Двоструки стандард
Два приступа међународном енглеском језику су индивидуалистички и инклузивни приступ и нови дијалекатски приступ.
Индивидуалистички приступ даје контролу појединим ауторима да пишу и пишу како желе (у оквиру наводних стандардних конвенција) и да прихвате ваљаност разлика. Лонгманова граматика говорног и писменог енглеског језика, објављена 1999. године, описана је студија америчког и британског енглеског језика у којој свако поглавље следи појединачне правописне конвенције у складу са приоритетима главног уредника тог поглавља.
Нови дијалекатски приступ појављује се у Кембриџском водичу за употребу енглеског језика (Петерс, 2004), који покушава да избегне било какву језичку пристрасност и сходно томе користи међународни правописни систем мешовитих америчких и британских облика (али који преферира амерички енглески правопис).